# Julija Pečonkinová
Julija Sergejevna Pečonkinová, rozená Nosovová (rusky Юлия Сергеевна Печёнкина; * 21. dubna 1978, Krasnojarsk) je bývalá ruská atletka, mistryně světa v běhu na 400 metrů překážek z roku 2005. Do roku 2019 byla světovou rekordmankou na trati 400 metrů překážek časem 52,34 s. z roku 2003.
Dvakrát reprezentovala na letních olympijských hrách. V roce 2000 na olympiádě v australském Sydney skončila v semifinále na posledním místě. O čtyři roky později na olympiádě v Athénách se probojovala do finále, kde doběhla v čase 55,79 s na 8. místě.
Atletickou kariéru ukončila po letní sezóně v roce 2009.

## Osobní rekordy
Hala
- 200 m – 23,26 s – 22. leden 2005, Moskva
- 400 m – 51,00 s – 26. únor 2003, Moskva

Dráha
- 400 m – 53,22 s – 1. červenec 2001, Glasgow
- 400 m překážek – 52,34 s – 8. srpen 2003, Tula - Současný evropský rekord